# Cracker (serie televisiva)
Cracker è una serie televisiva ideata da Jimmy McGovern e prodotta da Granada Television per ITV. La serie vede protagonista Robbie Coltrane nei panni di Eddie "Fitz" Fitzgerald, arguto psicologo che aiuta la polizia di Manchester.
Cracker è stata trasmessa per tre stagioni, dal 1993 al 1995, e sono stati in seguito realizzati due episodi speciali andati in onda nel 1996 e nel 2006.

## Episodi
Tutti gli episodi hanno una durata di circa 50 minuti, eccetto gli speciali White Ghost e Nine Eleven, rispettivamente 100 e 120 minuti.
| Stagione         | Episodi | Prima TV originale | Prima TV Italia |
| ---------------- | ------- | ------------------ | --------------- |
| Prima stagione   | 7       | 1993               |                 |
| Seconda stagione | 9       | 1994               |                 |
| Terza stagione   | 7       | 1995               |                 |

### Episodi speciali
- White Ghost (28 ottobre 1996)
- Nine Eleven (1* ottobre 2006)

## Riconoscimenti
La serie ha ricevuto numerosi premi:
- tre British Academy Television Award 1994 nelle categorie Best Drama Series (prima stagione), Best Actor (Robbie Coltrane) e Best Film or Video Photography, mentre ha ricevuto una nomination nella categoria Best Film or Video Editor
- i premi Best Drama Series, Best Actor (Robbie Coltrane) e Best Tape & Film Editing in Drama da parte della Royal Television Society (1994)
- il Broadcasting Press Guild Award come Best Actor (Robbie Coltrane) nel 1994
- un British Academy Television Award 1995 nella categoria Best Drama Series (seconda stagione)
- tre British Academy Television Award 1996 nelle categorie Best Drama Series (terza stagione), Best Drama Series Viewers Award e Best Actor (Robbie Coltrane), mentre ha ricevuto due nomination come Best Actress (Geraldine Somerville) e Best Sound
- due premi Edgar Allan Poe come Best Television Feature or Miniseries nel 1995 e nel 1997

## Altre versioni
Nel 1997, in occasione di una raccolta fondi per l'associazione Comic Relief, è stato trasmesso un episodio intitolato Prime Cracker, un crossover-parodia tra le serie Cracker e Prime Suspect, con entrambi i protagonisti (Robbie Coltrane ed Helen Mirren) nei rispettivi ruoli.
La serie ha avuto un remake statunitense, prodotto e trasmesso da ABC nel 1997 ed intitolato Cracker (nei mercati canadese, europeo, australiano e neozelandese, è stato scelto invece Fitz). Robert Pastorelli ha interpretato il protagonista per i 16 episodi della serie, questa volta ambientata a Los Angeles, mentre Robbie Coltrane è apparso nel ruolo di un villain.